# Tiroteo escolar

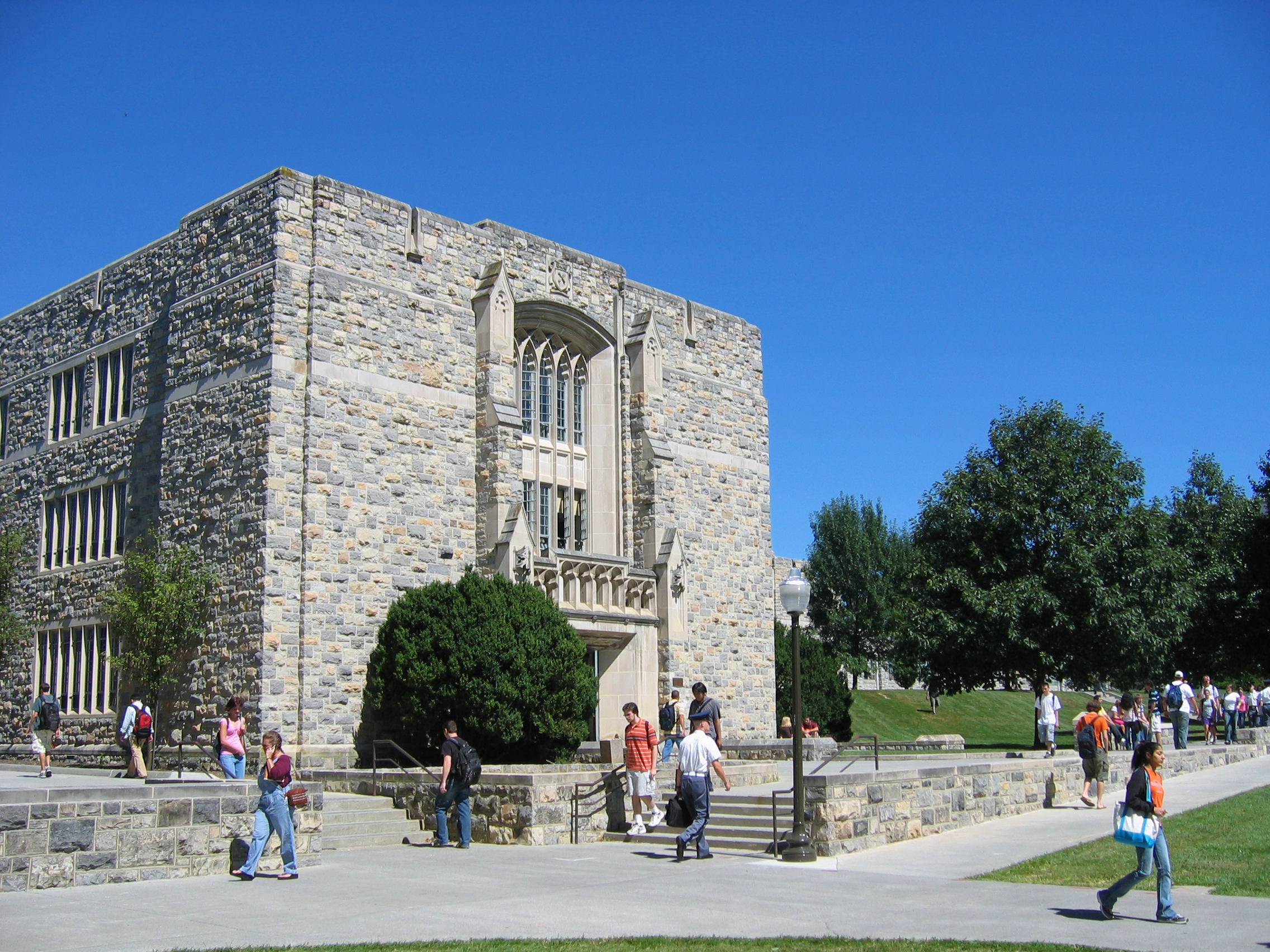
Edificio Norris Hall, que corresponde a la carrera de ingeniería (College of Engineering) de Virginia Tech, donde el 16 de abril de 2007 murieron 30 de las 32 víctimas, entre ellos el propio tirador, en la masacre escolar más mortífera perpetrada.

Un tiroteo escolar es un ataque en el cual un individuo o un grupo de individuos realizan un ataque con armas de fuego a una institución educativa, ya sea en una escuela primaria, en un instituto de escuela secundaria, en una universidad o en algún otro centro educativo. Un tiroteo escolar puede pasar en cualquier lugar del mundo donde una persona logre entrar con un arma de fuego a un recinto escolar. En países donde es más difícil conseguir armas de fuego, es común ver ataques escolares con armas de combate cuerpo a cuerpo.
Ha habido y hay tiroteos escolares notables en todo el mundo, pero en los Estados Unidos es donde se encuentra el índice más alto de ataques intraescolares con armas de fuego. Estos tiroteos han desatado un debate político acerca de las leyes de regulación de armas. 

## Perfil
Los tiroteos en las escuelas reciben extensa cobertura por los medios de comunicación y es frecuente en el ENS. En ocasiones se han propiciado en todo el mundo cambios de las políticas de las escuelas, concerniendo disciplina y seguridad. Algunos expertos han descrito el tema sobre tiroteos escolares como del tipo «pánico moral». Estos incidentes pueden también haber influido internacionalmente en la discusión sobre la venta de armas.